# Oost-Jutland
Oost-Jutland (Deens: Østjylland) omvat het oostelijke deel van Jutland in Denemarken, tussen de Mariagerfjord in het noorden en de Koldingfjord in het zuiden. Aarhus is de grootste stad in dit gebied. Oost-Jutland valt administratief deels onder de regio Midden-Jutland en deels onder Zuid-Denemarken.
Vooral het kustgebied, met de gemeente Aarhus, is relatief dicht bebouwd: van Skanderborg in het zuiden tot Studstrup in het noorden liggen de diverse plaatsen dicht tegen elkaar aan. Oost-Jutland valt grotendeels samen met de voormalige provincie Aarhus. Het landsdeel bestaat uit elf gemeenten en wordt als gebiedseenheid voor de statistiek gezien als NUTS 3-gebied.

## Gemeenten in Oost-Jutland
| Gemeente             | Inwoners (2007) | Oppervlakte (km²) |
| -------------------- | --------------- | ----------------- |
| Gemeente Århus       | 296 170         | 468,87            |
| Gemeente Randers     | 92 984          | 746,35            |
| Gemeente Silkeborg   | 86 540          | 864,89            |
| Gemeente Horsens     | 79 020          | 515,22            |
| Gemeente Skanderborg | 55 328          | 462,45            |
| Gemeente Favrskov    | 45 037          | 540,86            |
| Gemeente Hedensted   | 44 892          | 551,54            |
| Gemeente Syddjurs    | 41 003          | 696,34            |
| Gemeente Norddjurs   | 38 333          | 721,19            |
| Gemeente Odder       | 21 469          | 225,13            |
| Gemeente Samsø       | 4 130           | 114,26            |
| Oost-Jutland, totaal | 804 878         | 5 907,10          |

## De miljoenenstad in Oost-Jutland

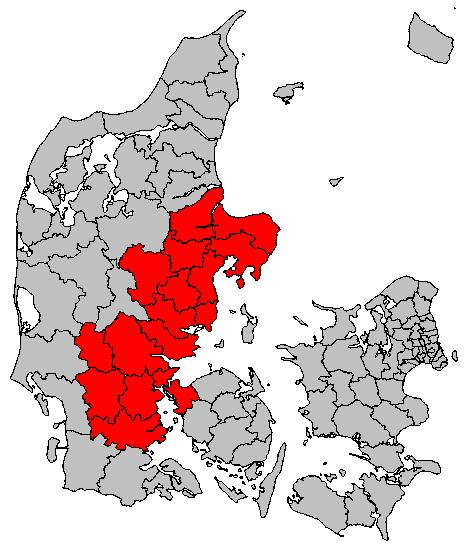
Oost-Jutland

In het kader van de samenwerking op het gebied van ruimtelijke ordening, communicatie, werkgelegenheid en milieu zijn stappen gezet voor betere afstemming van het beleid van de verschillende gemeenten in het gebied. Vanaf 2006 werd gesproken over Den Østjyske Millionby, de Oost-Jutse miljoenenstad, een grootstedelijk gebied met Aarhus als belangrijkste centrum. Sinds 2008 wordt samengewerkt als Byregion Østjylland, Stadsregio Oost-Jutland, met Randers in het noorden en Haderslev in het zuiden. De stadsregio kent twee luchthavens: Billund en Aarhus, die zich bevinden in de regio's Midden-Jutland en Zuid-Denemarken.